# Handelsresande i liv
Handelsresande i liv är en svensk dramadokumentär från 1998 av Lena Einhorn som också skrivit boken med samma namn, som filmen baseras på. 
Filmen handlar om Gilel Storch, en lettisk jude som flydde till Sverige 1940. I Sverige beslutade sig Storch för att försöka rädda judar ur de nazistiska koncentrationslägren, något som under krigets slutskede ledde till konkreta förhandlingar med SS- och Gestapochefen Heinrich Himmler.
Filmen Handelsresande i liv belönades med Prix Europa år 1999. 
Den visades för första gången på SVT2 i mars 1998 och gick i repris på SVT1 i januari 2001.

## Rollista
- Peter Nystedt – Gilel Storch
- Jessica Zandén – Anja Storch
- Ulf Dohlsten – Norbert Masur
- Rolf Forthmann – Heinrich Himmler
- Michael Segerström – Felix Kersten
- Palle Granditsky – Marcus Ehrenpreis
- Lars-Erik Friberg – Edgar Klaus
- Christian Fiedler – Fritz Hesse
- Per Löfberg – Olof Palme
- Sten Ljunggren – Tage Erlander
- Staffan Lindberg – herr Gustafsson
- Per Sandborgh – Ottokar von Knieriem
- Hans Wiborg – passkontrollanten